# Seuzey-Vaux
Seuzey-Vaux is een voormalige gemeente in het Franse departement Meuse in de toenmalige regio Lotharingen. De gemeente werd in 1976 gevoromd door de fusie van de gemeenten Seuzey en Vaux-lès-Palameix en maakte deel uit van het arrondissement Commercy en van het kanton Vigneulles-lès-Hattonchâtel. In 1983 werd de fusie ongedaan gemaakt en werden de voormalige gemeenten weer hersteld.